# Авионџије
Авионџије је српска телевизијска серија из 2021. године.
Од 6. септембра 2021. године емитује се на Суперстар ТВ.

## Радња
Овај ситком прати авантуре бунтовних стјуарта и пилота имагинарне авиокомпаније. Мацан, Цегер, Нина и Медена су по казни стављени у једну небеску посаду, а за персера им је одређена најстрожа персерка Дана, не би ли их дисциплиновала и довела у ред.
А о томе да све буде у још већем нереду воде рачуна мајстори који одржавају авионе - Крца и Миле, двојица потпуно различитих, а савршено компатибилних најбољих другара.
Свака епизода прати лет у неки нови град на којем се посада сусреће са новим лудим путницима и најразличитијим перипетијама и опасностима које живот међу облацима доноси.
Али, оно што њихову малу групу чини посебном је љубав и пријатељство које се рађа међу њима, те заједно успеју да превазиђу све проблеме и опасности и пронађу пут кући.

## Улоге

### Главне улоге
| Глумац                 | Улога                                    |
| ---------------------- | ---------------------------------------- |
| Младен Совиљ           | Миливоје Беба Петровић                   |
| Александар Филимоновић | Прота                                    |
| Иван Ђорђевић          | Станко Тркуља                            |
| Софија Јуричан         | Викторија Бабић                          |
| Дуња Стојановић        | Барбара Ковач                            |
| Ненад Хераковић        | Предраг Пеђа Маринковић — Мацан, стјуарт |
| Славен Дошло           | Милош Стоисављевић — Цегер, стјуарт      |
| Ненад Стојменовић      | Александар Аца Баук, капетан             |
| Марјан Тодоровић       | Горан Гокси Живковић, копилот            |
| Бојана Ковачевић       | Даница Дана Андрић, персерка             |
| Јелена Ракочевић       | Весна Медић — Медена, стјуардеса         |
| Марија Бабић           | Нина Радић, стјуардеса                   |
| Милош Ђорђевић         | Милорад Миле Илић, механичар             |
| Тони Михајловски       | Вук Крцуновић — Крца, механичар          |
| Душан Радовић          | директор авио компаније                  |
| Теодора Бјелица        | Анђела, директорова ћерка                |

### Споредне улоге
| Глумац                    | Улога                                 |
| ------------------------- | ------------------------------------- |
| Млађан Црквењаш           | Кум Зоки                              |
| Бојан Кривокапић          | Полицајац 1                           |
| Марко Ивановић            | Ђорђе                                 |
| Матеа Милосављевић        |                                       |
| Мина Совтић               | Калина                                |
| Миа Черин                 | мала Калина                           |
| Бранислав Платиша         | геј деда                              |
| Митра Младеновић          | Плавуша                               |
| Милутин Караџић           | Балша / Жага                          |
| Маја Шуша                 | Теодора                               |
| Ђорђе Стојковић           | Пера Пргави                           |
| Бранко Перишић            | Учитељ                                |
| Срђан Гојковић Гиле       | лично                                 |
| Аца Лукас                 | лично                                 |
| Кија Коцкар               | лично                                 |
| Гоца Тржан                | лично                                 |
| Лука Рацо                 | Католички свештеник                   |
| Ђорђе Живадиновић Гргур   | преводилац                            |
| Владимир Тешовић          | Шаман                                 |
| Давид Милосављевић        | Мали Тони                             |
| Немања Милуновић          | Тодоровић                             |
| Александар Меда Јовановић | Милојевић                             |
| Ђорђе Николић             | Дракче                                |
| Иван Заблаћански          | Педерле                               |
| Владан Матовић            | Мали                                  |
| Немања Симић              | Полицајац 2                           |
| Миљан Давидовић           | Босанац                               |
| Димитрије Илић            | Душан Тица 1                          |
| Никола Глишић             | Душан Тица 2                          |
| Биљана Савић Јоцић        | Госпођа Зорић                         |
| Немања Рашовић            | Доктор                                |
| Катарина Жутић            | Славица, Славка                       |
| Владимир Балашћак         | Максимилијан                          |
| Марија Којић              | Дуња                                  |
| Зоја Меденица             | Јагода                                |
| Дијана Драгосављевић      | Вишња                                 |
| Дарија Драгосављевић      | Малина                                |
| Чарни Ђерић               | Мексички полицајац                    |
| Томислав Трифуновић       | Радош Живковић, Горанов деда          |
| Владислав Михаиловић      | Николас                               |
| Петар Михаиловић          | Булис                                 |
| Ивана Шћепановић          | Власница агенције                     |
| Гонг Мин                  | Тома Кинез                            |
| Владимир Алексић          | Влада                                 |
| Бранка Петрић             | Лепосава Илић — Брижи, Милетова мајка |
| Бора Ненић                | Лаза                                  |
| Марија Пантин             | Марија                                |
| Михаило Лаптошевић        | Влаки, министар                       |
| Ђорђе Кадијевић           | Петар Стојаковић                      |
| Драгана Дабовић           | Цеца, Ацина супруга                   |
| Мариана Аранђеловић       | Маја                                  |
| Нађа Дукић                | Хана                                  |
| Јелена Галовић            | Лола                                  |
| Жарко Степанов            | Иван Ивке Распоповић, пилот           |
| Јелена Тркуља             | Дивна, стјуардеса, Милетова девојка   |
| Маја Колунџија            | Радмила                               |
| Зоран Ћосић               | Богати Маринко                        |
| Александра Ширкић         | Маца                                  |
| Милена Ђорђевић           | Татјана                               |
| Лора Орловић              | Амбасадорка Станивуковић              |
| Александар Лазић          | Лажни амбасадор                       |
| Срђан Милетић             | Доктор Лалић                          |
|                           | Зорица Петровић — Зое, стјуардеса     |
| Сузана Петричевић         | Смиљка Медић, Веснина мајка           |
| Ненад Ненадовић           | Бранко, Нинин отац                    |
| Ана Томић                 | Кристина                              |
| Миа Маринковић            | Лара                                  |
| Горан Шушљик              | Добрица Јаковљевић Шумадинац          |
| Цезар Гарсија             | Маријачи                              |
| Слободан Бранковић        | Победник                              |
| Јоаким Тасић              | Мики Сан                              |
| Искра Брајовић            | Индијанка из стриптиз клуба           |
| Љубомир Николић           | Милан                                 |
| Милош Влалукин            | Тренер                                |

## Преглед
| Сезона | Сезона | Епизоде | Епизоде | Оригинално емитовање | Оригинално емитовање |
| Сезона | Сезона | Епизоде | Епизоде | Премијера            | Финале               |
| ------ | ------ | ------- | ------- | -------------------- | -------------------- |
|        | 1.     | 48      | 48      | 6. септембар 2021.   | 27. новембар 2021.   |
|        | 2.     | 48      | 48      | 18. мај 2022.        | 21. јун 2022.        |
|        | 3.     | 48      | 48      | 30. октобар 2022.    | 22. новембар 2022.   |